# حت (جيولوجيا)

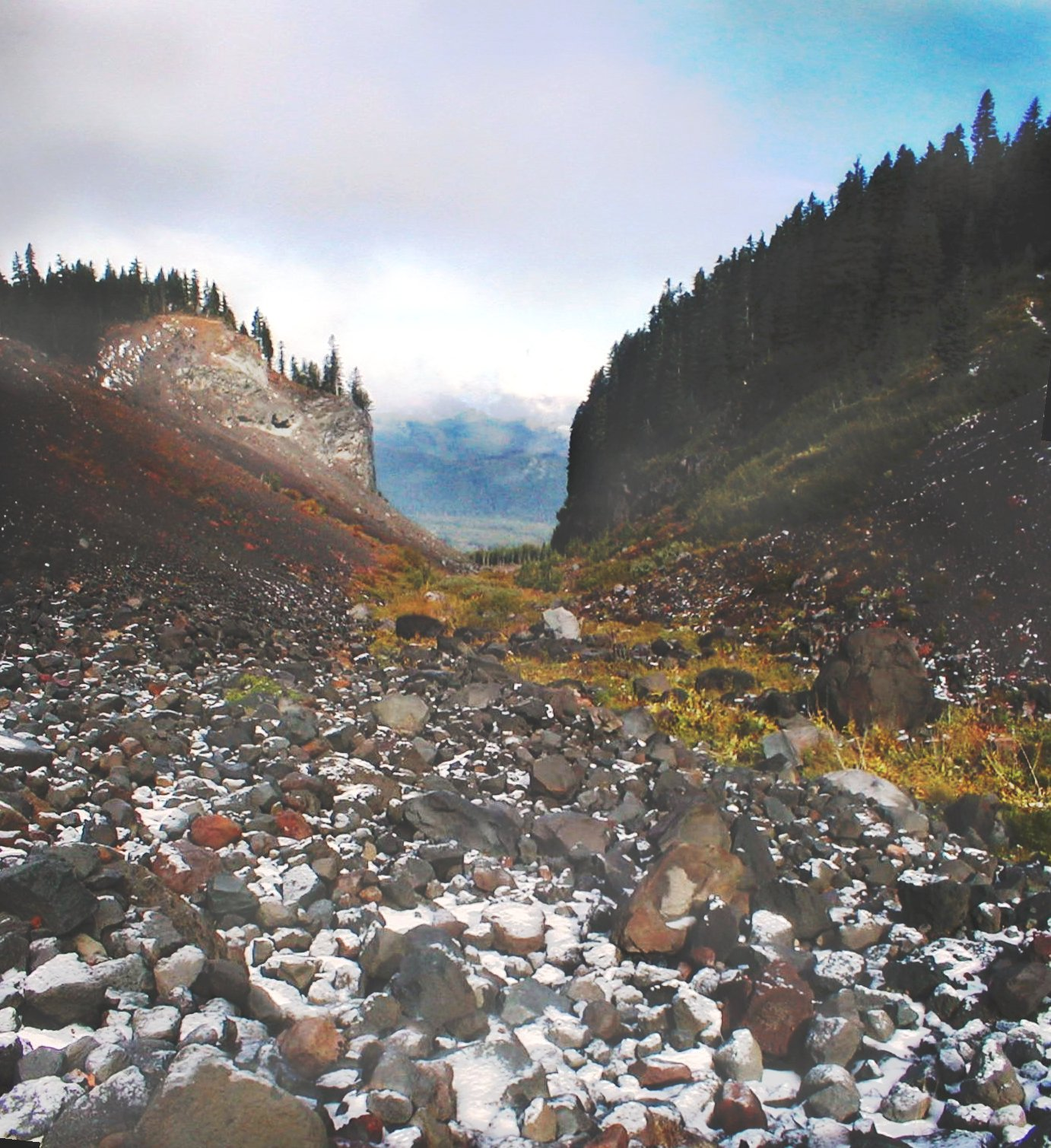

الحتّ (بالإنجليزية: Degradation)‏ هو مصطلح يستخدم في علم الجيولوجيا للإشارة للهبوط في منسوب الأراضي النهرية، مثل قيعان المجاري المائية أو السهول الفيضية، من خلال العمليات الحتية (التعرية). والحتّ هو عكس الإرساب (بالإنجليزية: Aggradation)‏. الحتّ هو سمه لشبكات القنوات المائية التي إما يجري لها تآكل في صخر القاعدة، أو في المنظومات المائية التي تتصف بأنها قليلة الرواسب وبناء عليه فهي تسحب معها المزيد من مواد القاع مما يجري ترسيبه. عندما يحدث الحتّ للمجري المائي، فإنه يترك وراؤه مصاطب نهرية (بالإنجليزية: Fluvial terrace)‏. إذا كان النهر يشق طريقه من خلال الأساس الصخري للمجرى المائي يمكن تفريع تصنيف تلك المصاطب لصنف «مصاطب الواد العريض» (بالإنجليزية: Strath terrace)‏، وهي مصاطب من صخر القاعدة (صخر الأديم أو الأساس) قد تكون مغطاة بطبقة رقيقة من الغرين (طمي النهر). غالبا يمكن تأريخ (معرفة تاريخ) هذة المصاطب باستخدام أساليب مثل تأريخ الإشعاع الكوني للنويدات المشعة، والتأريخ الضوئي، وتأريخ المغناطيسية القديمة (باستخدام انعكاسات في المجال المغناطيسي للأرض لتقييد توقيت وقوع الأحداث) لكشف الوقت الذي كان فيه النهر عند مستوى معين ومدى السرعة التي يحفر بها النهر نفسه لأسفل.